# Wachtliella stachydis
Wachtliella stachydis är en tvåvingeart som först beskrevs av Bremi 1847.  Wachtliella stachydis ingår i släktet Wachtliella och familjen gallmyggor. Inga underarter finns listade i Catalogue of Life.